# 24-Stunden-Rennen von Le Mans 1980

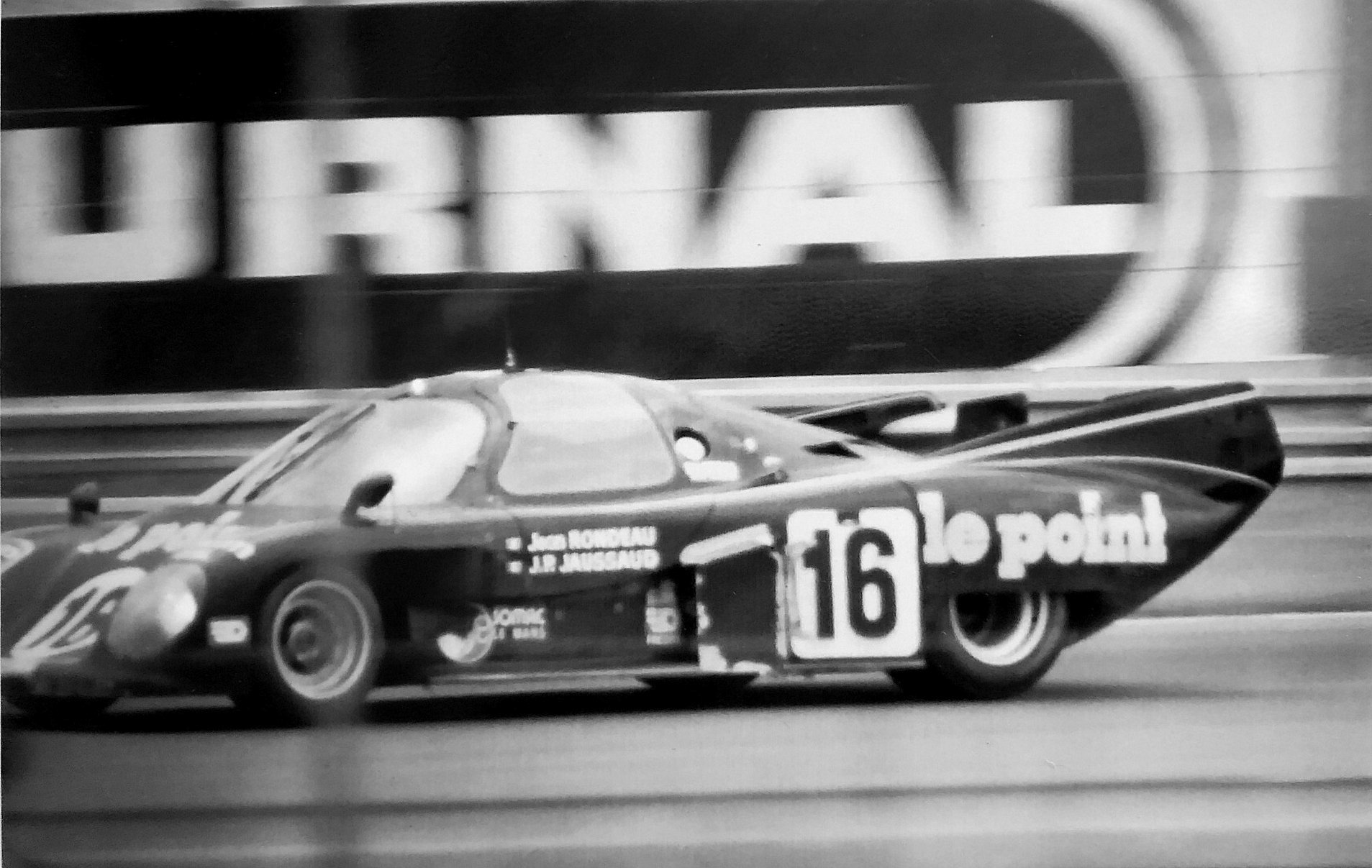
Der Rondeau M379 mit der Startnummer 16; Siegerwagen von Jean Rondeau und Jean-Pierre Jaussaud

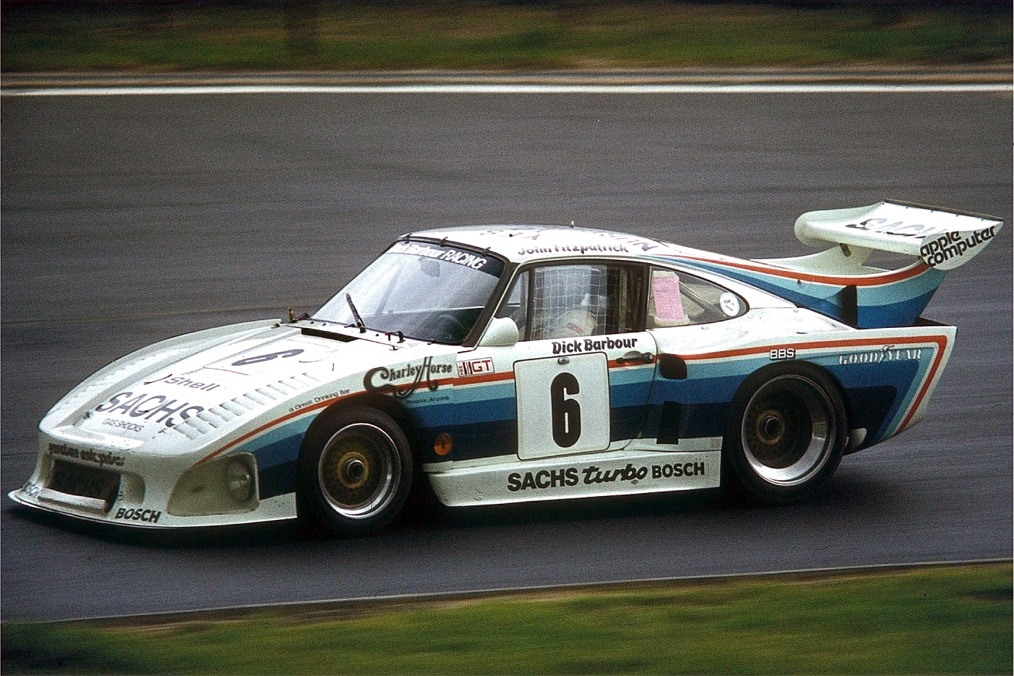
Der Dick-Barbour-Porsche 935, hier beim 1000-km-Rennen am Nürburgring 1980. Mit demselben Fahrzeug – diesmal mit der Startnummer 70 – führte John Fitzpatrick zu Beginn des Rennens. Am Ende erreichte er mit Brian Redman und Dick Barbour den fünften Rang in der Gesamtwertung

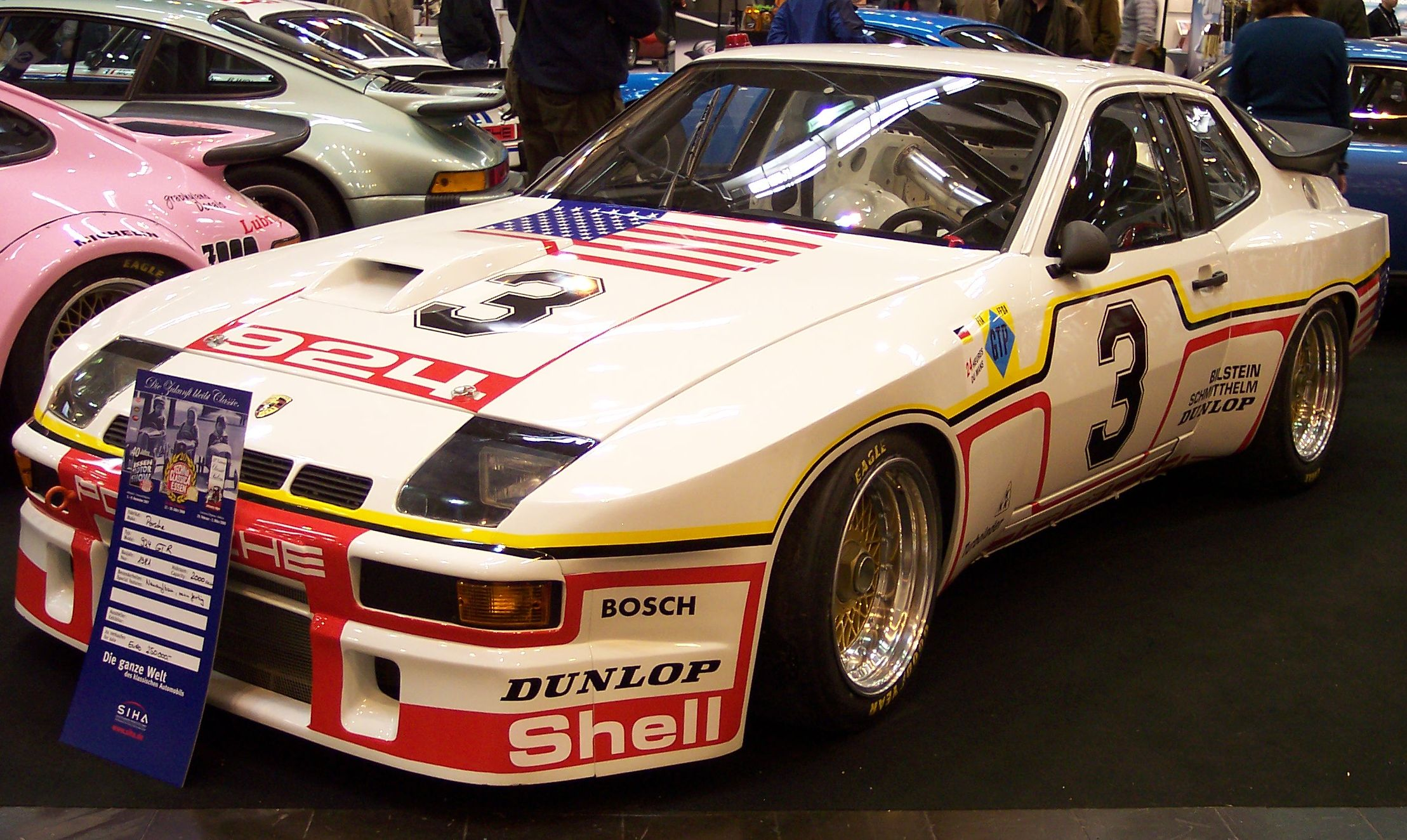
Der Porsche 924 Carrera GT mit der Startnummer 3. Derek Bell und Al Holbert erreichten mit diesem Wagen den 13. Rang in der Gesamtwertung

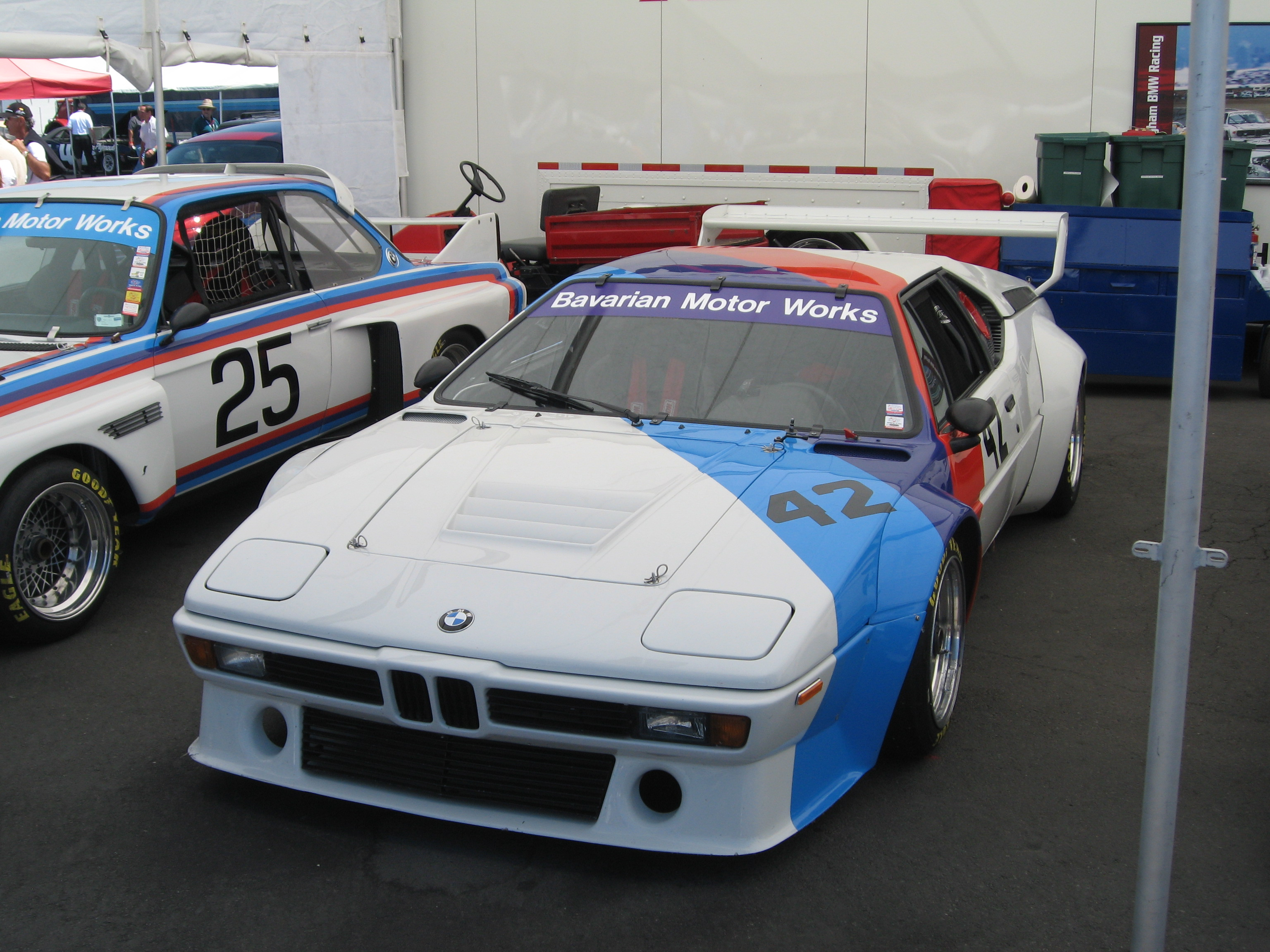
Werks-BMW M1

Das 48. 24-Stunden-Rennen von Le Mans, der 48e Grand Prix d’Endurance les 24 Heures du Mans, auch 24 Heures du Mans, Circuit de la Sarthe, Le Mans, fand vom 14. bis 15. Juni 1980 auf dem Circuit des 24 Heures statt.

## Das Rennen

### Neues Reglement
Im Februar 1980 überraschte der Automobile Club de l’Ouest die eingeladenen Teams wieder einmal mit tiefgreifenden Reglementänderungen. Der Tankinhalt der Fahrzeuge wurde auf 120 Liter oder 26 Gallonen beschränkt. Dazu kam, dass die Durchflussgeschwindigkeit des Treibstoffs in den Tankanlagen der Le-Mans-Boxen auf 50 Liter pro Minute limitiert wurde. Damit wurde die Dauer eines durchschnittlichen Tankstopps von 40 Sekunden auf 2 Minuten 30 verlängert. Die schnellste Boxenmannschaft brauchte 1980 45 Minuten um das Fahrzeug in der Box abzufertigen. Kein Vergleich zum seit 1952 bestehenden Rekord von Lance Macklin und Eric Thompson, die mit ihrem Aston Martin DB2 nur 10 Minuten an der Box verbrachten.
Motoren- und Getriebewechsel wurden beschränkt. So durfte pro Team nur mehr ein Motor für Training- und Qualifying und ein weiterer für das Rennen verwendet werden. An dieser Hürde scheiterte das North American Racing Team, das nach zwei Motorschäden am Ferrari 512 BB im Training am Rennen nicht teilnehmen durfte. Außerdem wurde die Zeit des freien Trainings auf zwei Stunden beschränkt.
Auch bei den Fahrern gab es erhebliche Änderungen. Nunmehr musste jeder Fahrer eines Teams, egal ob 2er- oder 3er-Mannschaft, Qualifikationszeiten fahren. Aus den besten Zeiten eines Teams wurde dann ein Schnitt gezogen, der für die Startaufstellung relevant war. Erstes Opfer dieser Regel wurde die Südafrikanerin Desiré Wilson, die ein Team mit Alain de Cadenet und François Migault bildete. Wilson hatte im Training einen Unfall und konnte keine Qualifikationsrunde fahren. Die Offiziellen des ACO untersagten ihr daraufhin den Start.
Vor dem Rennen kam es zu heftigen Diskussionen zwischen einigen britischen Teamchefs und dem ACO. Die Briten konnten sich die Diskrepanzen zwischen den Zeiten im freien Training und denen im Qualifikationstraining zu ihren Ungunsten nicht erklären und vermuteten Unregelmäßigkeiten bei der Zeitnahme. Betroffen war auch der Triumph TR8 Turbo von Ada Engineering. Es wäre der erste Triumph in Le Mans seit 1965 gewesen. Trotz heftiger Proteste durften die Teams nicht starten.

### Vor dem Rennen
1980 waren nur drei Werksteams am Start. Porsche verzichtete auf eine Meldung in der Gruppe 6 und brachte drei 924 Carrera GT nach Le Mans. Dennoch ein Meilenstein für die Marke Porsche. Die drei Rennwagen waren die ersten wassergekühlten Frontmotor-Fahrzeuge, die das deutsche Unternehmen an die Sarthe brachte. Das zweite Werksteam stellte Lancia, dass nach den unrühmlichen Auftritten mit dem Lancia Stratos 1976 und 1977 erstmals seit 1953 wieder mit einer großen Mannschaft am Start war. Dazu kam ein Werks-BMW.
In der Gruppe 6 war dennoch ein Porsche gemeldet. Der Porsche 908/80 von Joest Racing war ein Zwitterwagen. Reinhold Joest, der sich das Cockpit mit Jacky Ickx teilte, ließ auf das Fahrgestell eines Porsche 936 eine modifizierte Karosserie eines Porsche 908 montieren. Dazu kamen die Rennwagen von Jean Rondeau mit dem Cosworth-V8-Motor.
In der Gruppe 5 waren neben den Werks-Lancias vor allem Porsche 935 gemeldet. In der Gruppe 4 ist ein Porsche 911SC zu erwähnen, der mit Ethanol-Kraftstoff betrieben wurde. Ein einziges Fahrzeug war in der GTX-Klasse (Grand Touring Production) am Start – ein BMW M1. Drei weitere M1 starteten neben einer Fülle an Porsches, fünf Ferrari 512 BB und einem Wankel-Mazda RX-7 in der IMSA-Klasse.

### Rennverlauf
Der Start erfolgte bei strömendem Regen und heftigem Wind. Jean Ragnotti kam mit seinem Rondeau aus der ersten Reihe schlecht weg, und so übernahm Pole-Setter John Fitzpatrick im Dick-Barbour-Porsche-935 die Führung. Im Regen hatten die GT-Wagen Vorteile, weil sie nicht so begrenzte Bodenfreiheit hatten wie die Gruppe-6-Wagen und daher nicht so stark zu Aquaplaning neigten. Nach zwei Stunden Fahrzeit führte Hans-Joachim Stuck im BMW M1; aber als die Strecke auftrocknete, setzten sich die Gruppe-6-Wagen durch. Bevor es Nacht wurde lag der Ickx/Joest-Porsche an der Spitze, als der 908 auf der Geraden vor der Mulsanne plötzlich stehen blieb. Bereits im Training hatte das Team Probleme mit der Benzinpumpe gehabt, daher waren die Fahrer auf diesen Defekt vorbereitet. Ickx konnte die Pumpe mit Bordmitteln reparieren und den Porsche zurück an die Box bringen. Nach einem längeren Boxenstopp ging der Wagen wieder ins Rennen, war aber an die letzte Stelle des Klassements gerutscht. Ein routinierter Pilot wie Jacky Ickx ließ sich von so einem Umstand aber nicht beirren und nach 12 Stunden Fahrzeit lag der Porsche wieder in Führung.
Nachdem der an zweiter Stelle liegende Ragnotti/Pescarolo-Rondeau mit Motorschaden ausgefallen war, bekam der führende Porsche erneut Probleme: Er verlor seinen fünften Gang, musste für eine halbe Stunde an die Box, und die Führung ging an den Rondeau von Jean-Pierre Jaussaud und Jean Rondeau. Knapp vor dem Ende des Rennens kamen erneut Regenschauer auf, und sowohl der führende Rondeau als auch der Porsche hatten jeweils einen Dreher, die das Rennen hätten entscheiden können. Beide Wagen wurden jedoch nur leicht beschädigt und konnten weiterfahren.
Am Ende siegte mit Jean Rondeau zum ersten und bisher einzigen Mal ein Fahrer in Le Mans, der in einem Fahrzeug saß, das seinen eigenen Namen trug. Für Jean-Pierre Jaussaud war es nach 1978 der zweite Gesamtsieg in einem französischen Team.

### Live im Fernsehen
Erstmals wurde das 24-Stunden-Rennen live auch aus einem Rennwagen übertragen. Im WM P79 von Welter Racing, den Roger Dorchy und Guy Fréquelin an die vierte Stelle der Gesamtwertung pilotierten, war eine Kamera montiert, die 24 Stunden lang sendete. Am ganzen Gelände waren Videowalls aufgestellt, und die Zuschauer bekamen erstmals einen Eindruck davon, bei strömendem Regen mit 340 km/h die Les-Hunaudières-Gerade hinunterzufahren.

## Ergebnisse

### Piloten nach Nationen
| 60 Franzosen | 19 Briten   | 19 US-Amerikaner | 13 Deutsche       | 9 Italiener    |
| 7 Belgier    | 5 Schweizer | 2 Puerto-Ricaner | 2 Venezolaner     | 1 Argentinier  |
| 1 Australier | 1 Finne     | 1 Ire            | 1 Liechtensteiner | 1 Österreicher |

### Schlussklassement
| Pos.               | Klasse | Nr. | Team                                    | Fahrer                                                       | Chassis                 | Motor                              | Reifen | Runden |
| ------------------ | ------ | --- | --------------------------------------- | ------------------------------------------------------------ | ----------------------- | ---------------------------------- | ------ | ------ |
| 1                  | S +2.0 | 16  | LePoint Jean Rondeau                    | Jean Rondeau Jean-Pierre Jaussaud                            | Rondeau M379            | Cosworth DFV 3.0L V8               | G      | 338    |
| 2                  | S +2.0 | 9   | Equipe Liqui Moly                       | Jacky Ickx Reinhold Joest                                    | Porsche 908/80          | Porsche 2.1L Turbo Flat-6          | D      | 336    |
| 3                  | GTP    | 17  | Belga Jean Rondeau                      | Gordon Spice Philippe Martin Jean-Michel Martin              | Rondeau M379            | Cosworth DFV 3.0L V8               | G      | 329    |
| 4                  | GTP    | 5   | WM Esso                                 | Guy Fréquelin Roger Dorchy                                   | WM P79/80               | Peugeot PRV 2.7L Turbo V6          | M      | 316    |
| 5                  | IMSA   | 70  | Dick Barbour Racing                     | John Fitzpatrick Brian Redman Dick Barbour                   | Porsche 935 K3          | Porsche Type-935 3.2L Turbo Flat-6 | G      | 316    |
| 6                  | GTP    | 4   | Porsche System                          | Manfred Schurti Jürgen Barth                                 | Porsche 924 Carrera GT  | Porsche 2.0L Turbo I4              | D      | 316    |
| 7                  | S +2.0 | 8   | Alain de Cadenet                        | Alain de Cadenet François Migault                            | De Cadenet-Lola LM      | Cosworth DFV 3.0L V8               | D      | 313    |
| 8                  | Gr.5   | 49  | Vegla Racing Team                       | Harald Grohs Dieter Schornstein Götz von Tschirnhaus         | Porsche 935             | Porsche Type-935 3.0L Turbo Flat-6 | D      | 313    |
| 9                  | IMSA   | 73  | JLP Racing                              | John Paul senior John Paul jr. Guy Edwards                   | Porsche 935 JLP-2       | Porsche Type-935 3.0L Turbo Flat-6 | G      | 312    |
| 10                 | IMSA   | 76  | JMS Racing Charles Pozzi                | Jean Xhenceval Pierre Dieudonné Hervé Regout                 | Ferrari 512BB           | Ferrari 4.9L Flat-12               | M      | 312    |
| 11                 | GTP    | 6   | WM Esso                                 | Jean-Daniel Raulet Max Mamers                                | WM P79/80               | Peugeot PRV 2.7L Turbo Flat-6      | M      | 311    |
| 12                 | GTP    | 2   | Porsche System                          | Andy Rouse Tony Dron                                         | Porsche 924 Carrera GT  | Porsche 2.0L Turbo I4              | D      | 310    |
| 13                 | GTP    | 3   | Porsche System                          | Derek Bell Al Holbert                                        | Porsche 924 Carrera GT  | Porsche 2.0L Turbo I4              | D      | 305    |
| 14                 | IMSA   | 83  | BMW France                              | Didier Pironi Dieter Quester Marcel Mignot                   | BMW M1                  | BMW M88 3.5L I6                    | D      | 293    |
| 15                 | IMSA   | 84  | BMW Motorsport GmbH                     | Hans Joachim Stuck Dominique Lacaud Hans-Georg Bürger        | BMW M1                  | BMW M88 3.5L I6                    | D      | 283    |
| 16                 | GT     | 93  | Thierry Perrier                         | Thierry Perrier Roger Carmillet                              | Porsche 911SC           | Porsche 4.6L Flat-6 [Ethanol]      |        | 280    |
| 17                 | S 2.0  | 25  | ROC - Société Yacco                     | Bruno Sotty Daniel Laurent Philippe Hesnault                 | Chevron B36             | ROC-Talbot 2.0L I4                 |        | 276    |
| 18                 | S 2.0  | 23  | ROC - Société Yacco                     | Michel Dubois Christian Debias Florian Vetsch                | Lola T298               | ROC-Talbot 2.0L I4                 |        | 272    |
| 19                 | Gr.5   | 53  | Jolly Club - Lancia Corse               | Carlo Facetti Martino Finotto                                | Lancia Beta Monte Carlo | Lancia 1.4L Turbo I4               | P      | 272    |
| 20                 | IMSA   | 89  | Hervé Poulain                           | Dany Snobeck Hervé Poulain Pierre Destic                     | Porsche 935             | Porsche Type-935 3.0L Turbo Flat-6 | D      | 272    |
| 21                 | IMSA   | 86  | Z & W Enterprises Inc.                  | Ernesto Soto Mark Hutchins Pierre Honegger                   | Mazda RX-7              | Mazda 12A 1.2L 2-Wankel            | G      | 266    |
| 22                 | S 2.0  | 29  | Dorset Racing Associates                | Peter Clark Nick Mason Martin Birrane                        | Lola T297               | Cosworth BDG 2.0L I4               | D      | 263    |
| 23                 | IMSA   | 78  | EMKA Productions                        | Steve O’Rourke Richard Down Simon Phillips                   | Ferrari 512BB LM        | Ferrari 4.9L Flat-12               | D      | 262    |
| 24                 | GT     | 90  | Georges Bourdillat                      | Georges Bourdillat Alain-Michel Bernhard Roland Ennequin     | Porsche 934             | Porsche 3.0L Turbo Flat-6          | M      | 248    |
| 25                 | S +2.0 | 12  | Dome Co. Ltd.                           | Chris Craft Bob Evans                                        | Dome RL80               | Cosworth DFV 3.0L V8               | D      | 246    |
| Ausgefallen        |        |     |                                         |                                                              |                         |                                    |        |        |
| 26                 | GTP    | 7   | WM Esso                                 | Serge Saulnier Jean-Louis Bousquet Denis Morin               | WM P79/80               | Peugeot PRV 2.7L Turbo V6          | M      | 264    |
| 27                 | S 2.0  | 27  | Michel Elkoubi Primagaz                 | Patrick Perrier Pierre Yver                                  | Lola T298               | BMW M12 2.0L I4                    |        | 255    |
| 28                 | GT     | 94  | Equipe Alméras Frères                   | Jacques Alméras Jean-Marie Alméras Marianne Hoepfner         | Porsche 934             | Porsche 3.3L Turbo Flat-6          | M      | 251    |
| 29                 | IMSA   | 69  | Racing Associates Inc.                  | Bob Akin Ralph Kent-Cooke Paul Miller                        | Porsche 935 K3          | Porsche Type-935 3.0L Turbo Flat-6 |        | 237    |
| 30                 | IMSA   | 95  | BMW Zol-Auto                            | François Sérvanin Laurent Ferrier Pierre-François Rousselot  | BMW M1                  | BMW M88 3.5L I6                    | G      | 237    |
| 31                 | Gr.5   | 43  | Malardeau Kremer Racing                 | Xavier Lapeyre Jean-Louis Trintignant Anne-Charlotte Verney  | Porsche 935 K3          | Porsche Type-935 3.0L Turbo Flat-6 | D      | 217    |
| 32                 | Gr.5   | 45  | Gelo Racing Team                        | Bob Wollek Helmut Kelleners                                  | Porsche 935             | Porsche Type-935 3.2L Turbo Flat-6 | P      | 191    |
| 33                 | Gr.5   | 42  | Gozzy Kremer Racing                     | Tetsu Ikuzawa Rolf Stommelen Axel Plankenhorn                | Porsche 935 K3          | Porsche Type-935 3.0L Turbo Flat-6 | D      | 167    |
| 34                 | GT     | 80  | Diego Febles Racing                     | Armando Gonzales Diego Febles Francisco Romero               | Porsche 934             | Porsche 3.0L Turbo Flat-6          |        | 164    |
| 35                 | Gr.5   | 44  | Charles Ivey Racing                     | Peter Lovett Dudley Wood John Cooper                         | Porsche 935K3           | Porsche Type-935 3.0L Turbo Flat-6 | D      | 158    |
| 36                 | S 2.0  | 28  | Scuderia Torino Corse                   | Lella Lombardi Mark Thatcher                                 | Osella PA8              | BMW M12 2.0L I4                    | P      | 157    |
| 37                 | IMSA   | 85  | Whittington Brothers Racing             | Hurley Haywood Don Whittington Dale Whittington              | Porsche 935 K3          | Porsche Type-935 3.0L Turbo Flat-6 | G      | 151    |
| 38                 | GT     | 91  | ASA Cachia                              | Christian Bussi Bernard Salam Cyril Grandet                  | Porsche 934             | Porsche 3.0L Turbo Flat-6          |        | 137    |
| 39                 | IMSA   | 71  | Dick Barbour Racing                     | Bobby Rahal Bob Garretson Allan Moffat                       | Porsche 935 K3          | Porsche Type-935 3.0L Turbo Flat-6 | G      | 134    |
| 40                 | IMSA   | 77  | JMS Racing Charles Pozzi                | Jean-Claude Andruet Claude Ballot-Léna                       | Ferrari 512BB LM        | Ferrari 4.9L Flat-12               | M      | 129    |
| 41                 | S +2.0 | 1   | André Chevalley Racing                  | Patrick Gaillard François Trisconi André Chevalley           | Lola T380               | Cosworth DFV 3.0L V8               |        | 126    |
| 42                 | GTX    | 96  | Garage du Bac                           | Frederic Alliot Jacques Guérin                               | BMW M1                  | BMW M88 3.5L I6                    | D      | 125    |
| 43                 | S +2.0 | 15  | ITT Jean Rondeau                        | Henri Pescarolo Jean Ragnotti                                | Rondeau M379            | Cosworth DFV 3.0L V8               | G      | 124    |
| 44                 | Gr.5   | 41  | Porsche Kremer Racing                   | Ted Field Danny Ongais Jean-Louis Lafosse                    | Porsche 935 K3          | Porsche 3.0L Turbo Flat-6          | D      | 89     |
| 45                 | S 2.0  | 22  | Hubert Striebig                         | Michel Pignard Mario Ketterer Hubert Striebig                | Toj SM01                | BMW 2.0L I4                        |        | 79     |
| 46                 | IMSA   | 75  | JMS Racing Charles Pozzi                | Lucien Guitteny Gérard Bleynie Jean-Paul Libert              | Ferrari 512BB LM        | Ferrari 4.9L Flat-12               | M      | 47     |
| 47                 | IMSA   | 82  | March Racing Ltd.                       | Manfred Winkelhock Patrick Nève Michael Korton               | BMW M1                  | BMW M88 3.5L I6                    | D      | 38     |
| 48                 | Gr.5   | 46  | Meccarillos Racing                      | Claude Haldi Bernard Béguin Volkert Merl                     | Porsche 935             | Porsche Type-935 2.9L Turbo Flat-6 | D      | 37     |
| 49                 | S 2.0  | 24  | ROC - Sociéte Yacco                     | Marc Sourd Bernard Verdier                                   | Lola T298               | ROC-Talbot 2.0L I4                 |        | 27     |
| 50                 | Gr.5   | 52  | Scuderia Lancia Corse                   | Piercarlo Ghinzani Markku Alén Gianfranco Brancatelli        | Lancia Beta Monte Carlo | Lancia 1.4L Turbo I4               | P      | 26     |
| 51                 | IMSA   | 79  | Scuderia Supercar Bellancauto           | Spartaco Dini Fabrizio Violati Maurizio Micangeli            | Ferrari 512BB LM        | Ferrari 4.9L Flat-12               | M      | 10     |
| 52                 | IMSA   | 68  | Racing Associates Inc.                  | Skeeter McKitterick Charles Mendez Leon Walger               | Porsche 935 K3          | Porsche Type-935 3.0L Turbo Flat-6 | G      | 9      |
| 53                 | IMSA   | 72  | Wynn’s InternationalDick Barbour Racing | Robert Kirby Mike Sherwin Bob Harmon                         | Porsche 935 K3          | Porsche Type-935 3.0L Turbo Flat-6 | G      | 7      |
| 54                 | S 2.0  | 20  | Jean-Philippe Grand                     | Jean-Philippe Grand Yves Courage                             | Chevron B36             | BMW M12 2.0L I4                    |        | 6      |
| 55                 | Gr.5   | 51  | Scuderia Lancia Corse                   | Hans Heyer Bernard Darniche Teo Fabi                         | Lancia Beta Monte Carlo | Lancia 1.4L Turbo I4               | P      | 6      |
| Nicht gestartet    |        |     |                                         |                                                              |                         |                                    |        |        |
| 56                 | IMSA   | 74  | North American Racing Team              | Jean-Pierre Delaunay Preston Henn                            | Ferrari 512BB           | Ferrari 4.9L Flat-12               |        | 1      |
| Nicht qualifiziert |        |     |                                         |                                                              |                         |                                    |        |        |
| 57                 | S +2.0 | 10  | Ian Bracey                              | Tiff Needell Tony Trimmer                                    | Ibec P6                 | Cosworth DFV 3.0L V8               |        | 2      |
| 58                 | S +2.0 | 11  | Nick Faure                              | Nick Faure Richard Jones Bernard de Dryver                   | De Cadenet-Lola LM      | Cosworth DFV 3.0L V8               |        | 3      |
| 59                 | S 2.0  | 21  | Racing Fan’s                            | Sandro Plastina Mario Luni Marc Fichknecht                   | Cheetah G601            | Cosworth BDG 2.0L I4               |        | 4      |
| 60                 | S 2.0  | 26  | Patrice Gaulupeau,                      | Michel Lateste Patrice Lenormand Jacques Terrien             | Lola T298               | BMW M12 2.0L I4                    |        | 5      |
| 61                 | S 2.0  | 30  | Jean-Marie Lemerle                      | Jean-Marie Lemerle Max Cohen-Olivar                          | Lola T298               | ROC-Talbot 2.0L I4                 |        | 6      |
| 62                 | Gr. 5  | 40  | Ada Engineering                         | Ian Harrower John Sheldon John Brindley                      | Triumph TR8 Turbo       | Rover 3.6 V8                       |        | 7      |
| 63                 | IMSA   | 81  | Alpha Cubic Racing                      | Nobuhide Tachi Fumiyasu Sato                                 | Toyota Celica Turbo     | Toyota 2.8L I4                     |        | 8      |
| 64                 | IMSA   | 87  | All Canadian Racing                     | Maurice Carter Murray Edwards Richard Valentine              | Chevrolet Camaro        | Chevrolet 7.0L V8                  |        | 9      |
| 65                 | IMSA   | 88  | Douglas J. Rowe                         | Jacques Bienvenue Douglas J. Rowe Bill Adam                  | Chevrolet Corvette      | Chevrolet 7.0L V8                  |        | 10     |
| Reserve            |        |     |                                         |                                                              |                         |                                    |        |        |
| 66                 | GTP    | 18  | Racing Team Schulthess                  | Heinz Schulthess Stig Blomqvist Ola Srömberg                 | Saab 900 Turbo          | Saab 2.8L V4                       |        | 11     |
| 67                 | Gr. 5  | 54  | Carlo Pietromarchi                      | Maurizio Micangeli Carlo Pietromarchi Gianfranco Brancatelli | De Tomaso Pantera       | Ford 5.7L V8                       |        | 13     |

1 Motorschaden im Training
2 nicht qualifiziert
3 nicht qualifiziert
4 nicht qualifiziert
5 nicht qualifiziert
6 nicht qualifiziert
7 nicht qualifiziert
8 nicht qualifiziert
9 nicht qualifiziert
10 nicht qualifiziert
11 nicht qualifiziert
12 Reserve
13 Reserve

### Nur in der Meldeliste
Hier finden sich Teams, Fahrer und Fahrzeuge die ursprünglich für das Rennen gemeldet waren, aber aus den unterschiedlichsten Gründen daran nicht teilnahmen.
| Pos. | Klasse | Nr. | Team                  | Fahrer                                               | Chassis         | Motor                              | Reifen |
| ---- | ------ | --- | --------------------- | ---------------------------------------------------- | --------------- | ---------------------------------- | ------ |
| 68   | GTP    | 14  | Simon Phillips Racing | Dave Preece Simon Phillips Richard Jenvey            | Gipfast DPLM    | Aston Martin 5.4L V8               | D      |
| 69   | S 2.0  |     | ROC Société Yacco     | Bruno Sotty Noël del Bello                           | Chevron B36     | ROC-Talbot 2.0L I4                 |        |
| 70   | S 2.0  |     | Patrice Gaulupeau     | Michel Elkoubi Max Cohen-Olivar Pierre Yver          | Lambretta LW80  | ROC-Talbot 2.0L I4                 |        |
| 71   | S 2.0  |     | Michel Elkoubi        | Paul Perrier Michel Lateste Yves Courage             | Lambretta LW80  | ROC-Talbot 2.0L I4                 |        |
| 72   | Gr.5   |     | Almeras Fréres        | Jacques Alméras Jean-Marie Alméras Jean-Pierre Sivel | Porsche 935     | Porsche Type-935 3.2L Turbo Flat-6 |        |
| 73   | Gr.5   |     | Martin Birrane        | Martin Birrane Tony Charnell                         | Lotus Esprit S1 |                                    |        |
| 74   | GTX    |     | Angelo Pallavicini    | Angelo Pallavicini Herbert Müller                    | Porsche 934     | Porsche 3.0L Turbo Flat-6          |        |

### Klassensieger
| Klasse                              | Fahrer                  | Fahrer               | Fahrer               | Fahrzeug       | Platzierung im Gesamtklassement |
| ----------------------------------- | ----------------------- | -------------------- | -------------------- | -------------- | ------------------------------- |
| Index of Thermal Efficiency         | Jean Rondeau            | Jean-Pierre Jaussaud |                      | Rondeau M379   | Gesamtsieg                      |
| Gruppe 6, Sportwagen über 2000 cm³  | Jean Rondeau            | Jean-Pierre Jaussaud |                      | Rondeau M379   | Gesamtsieg                      |
| Gruppe 6, Sportwagen unter 2000 cm³ | Bruno Sotty             | Daniel Laurent       | Philippe Hesnault    | Chevron B36    | Rang 17                         |
| GT-Prototypen                       | Gordon Spice            | Philippe Martin      | Jean-Michel Martin   | Rondeau M379   | Rang 3                          |
| IMSA                                | John Fitzpatrick        | Brian Redman         | Dick Barbour         | Porsche 935 K3 | Rang 5                          |
| Gruppe 5                            | Dieter Schornstein      | Harald Grohs         | Götz von Tschirnhaus | Porsche 935    | Rang 8                          |
| Gruppe 4                            | Thierry Perrier         | Roger Carmillet      |                      | Porsche 911SC  | Rang 16                         |
| GTX                                 | kein Teilnehmer im Ziel |                      |                      |                |                                 |

### Renndaten
- Gemeldet: 74
- Gestartet: 55
- Gewertet: 25
- Rennklassen: 8
- Zuschauer: unbekannt
- Ehrenstarter des Rennens: Joachim Springer, Generalsekretär des ADAC
- Wetter am Rennwochenende: Regen und heftige Windböen
- Streckenlänge: 13,626 km
- Fahrzeit des Siegerteams: 24:00:00,000 Stunden
- Gesamtrunden des Siegerteams: 339
- Distanz des Siegerteams: 4608,020 km
- Siegerschnitt: 191,899 km/h
- Pole Position: John Fitzpatrick – Porsche 935 K3 (#70) – 3.40.020 = 222,373 km/h
- Schnellste Rennrunde: Jacky Ickx – Porsche 908/20 (#9) – 3.40.600 = 222,177 km/h
- Rennserie: 9. Lauf zur Sportwagen-Weltmeisterschaft 1980